# Мишић свода лобање
Мишић свода лобање или мишић поглавине (лат. musculus epicranius) спада у поткожне мишиће главе и сачињавају га парни потиљачно-чеони мишић и апонеуроза свода лобање.
Потиљачно-чеони мишић (лат. musculus occipitofrontalis) је састављен из два дела: предњег или чеоног трбуха (лат. venter frontalis) и задњег или потиљачног трбуха (лат. venter occipitalis). Између њих се налази широка, четвртаста, везивна плоча (апонеуроза) састављена од фиброзних влакана. Чеони трбух се пружа од подручја обрва (повије) до предње ивице апонеурозе, а потиљачни део се пружа од задње ивице апонеурозе свода лобање до највише линије потиљачне кости.
Оба трбуха су инервисана гранама фацијалног живца, а основна улога им је затезање апонеурозе. Осим тога, чеони део подиже обрве и ствара попречне наборе на челу. На тај начин он делује као мимични мишић, јер лицу даје израз пажње и изненађења.
Апонеуроза свода лобање (лат. galea aponeurotica) представља широку тетиву уметнуту између два трбуха мишића. Она је чврсто припојена за унутрашњу страну коже и са њом чини тзв. поглавину. Осим тога апонеуроза се припаја и за покосницу крова лобање, али веома лабавим ткивом. Због тога се читава поглавина са косом лако може „скалпирати“ односно одвојити од кости, што је био обичај код ратника америчких урођеника (Индијанаца).